# National Instruments
National Instruments (NI) és una empresa fundada el 1976 per James Truchard, Bill Nowlin y Jeff Kodosky a Austin, Texas.
L'activitat va començar al garatge James Truchard treballant en tecnologies i productes relacionats amb GPIB. A la dècada de 1980 van crear el producte principal que avui dia segueix creixent: LabVIEW. Des de llavors combina productes software, hardware i serveis. Els seus mercats tradicionals són els de l'adquisició de dades, el control d'instruments i la instrumentació virtual. Als últims anys també ha estès el seu negoci a sistemes de comunicacions, control distribuït i sistemes embebits, visió artificial i automatització en general, en bona part recolzant-se en les arquitectures PXI i CompactRIO.
A part de l'omnipresent LabVIEW, NI compta amb altres tecnologies software de gran èxit al mercat, com ara el DIAdem, MultiSim, UtilBoard, TestStand, VeriStand, etc.
En particular, destaca el DIAdem per l'anàlisi matemàtica i d'enginyeria de dades emmagatzemades, potent software provinent de la compra de l'empresa alemanya GFS. I pel disseny i anàlisi de circuits electrònics, compten amb NI MultiSim després de comprar l'empresa canadenca Electronics Workbench. L'any 2001 va crear un programari que permetia la computadora realitzar mesuraments, introduint el concepte d'Instrumentació virtual.

## Competidors
En funció del mercat vertical en el qual s'aplica la tecnologia, apareixen múltiples empreses amb les que podrien comparar-se els seus objectius técnico-comercials.
- en Instrumentació electrònica: Agilent (Hewlett Packard)
- en control i Automatització industrial: Siemens
- en matemàtiques i Simulació: The MathWorks